# يو إينغه برغه
جو انجي برجيت (بالنرويجية: Jo Inge Berget)‏ مواليد 11 سبتمبر 1990 في النرويج، هو لاعب كرة قدم نرويجي يلعب لنادي مالمو ومنتخب النرويج لكرة القدم كلاعب وسط.

## روابط خارجية
- يو إينغه برغه على موقع الاتحاد الأوربي (الإنجليزية)
- يو إينغه برغه على موقع اتحاد النرويج (النرويجية)
- يو إينغه برغه على موقع الدوري الأمريكي (الإنجليزية)
- يو إينغه برغه على موقع قاعدة بيانات كرة القدم.إي يو (الإنجليزية)
- يو إينغه برغه على موقع ناشيونال فوتبول تيمز (الإنجليزية)
- يو إينغه برغه على موقع Soccerbase.com (لاعب) (الإنجليزية)
- يو إينغه برغه على موقع Soccerway.com (الإنجليزية)
- يو إينغه برغه على موقع عالم كرة القدم.نت (الإنجليزية)
- يو إينغه برغه على موقع AS.com (الإسبانية)